# Grifo de criptomonedas

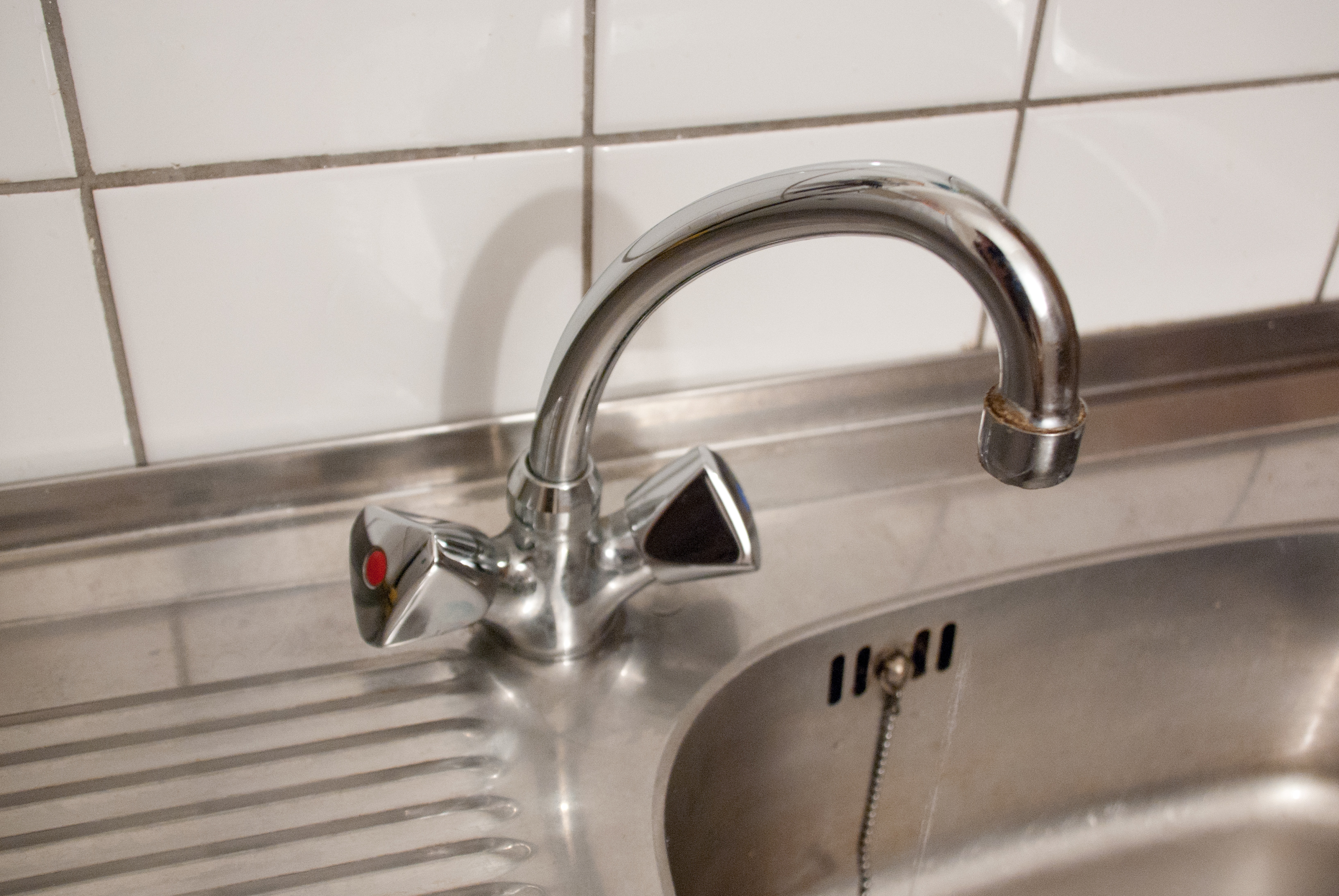
Nombrado como los grifos reales, los grifos de bitcoin dispensan criptomonedas en vez de agua.

Los grifos (en inglés faucets) de criptomonedas son un sistema de recompensa, presente en forma de sitio web o aplicación, que dispensa pequeñas cantidades de activos digitales para promoverlos entre los usuarios de internet y/o obtener una rentabilidad. Generalmente suele requerir realizar determinada acción a cambio de recibir estas recompensas.  El primer grifo de criptomonedas se llamaba bitcoin faucet y fue desarrollado por Gavin Andreesen en 2010. Originalmente ofrecía 5 bitcoins por persona y fue hackeado el 1 de marzo de 2012.

## Funcionamiento
Generalmente se deben cumplir ciertas condiciones para recibir una recompensa. Entre ellas:
- Esperar un intervalo de tiempo tras haber recibido la última recompensa.
- Resolver un código captcha, tareas sencillas o juegos como el bitcoin fidget spinner.[3]
- Alcanzar la cantidad mínima de cobro para abaratar los costes de transacción de retiro.[4]

### Sistemas de referidos
Es típico en las faucets tener un sistema de referidos, donde los usuarios que refieren nuevos, son premiados con una prorrata o porción de los ingresos obtenidos por los usuarios nuevos en la faucet. A diferencia de los esquemas de pirámide ilegal, los ingresos no se difunden por una cadena de referidos hasta un solo usuario. El estado legal exacto de los faucets no es claro y puede variar por jurisdicción, en dependencia de la legalidad del bitcoin por país.

## Propósito
- Introducir usuarios: algunos grifos proporcionan información a usuarios nuevos y les ofrecen monedas gratuitamente. De esta manera, pueden probar las criptomonedas sin la necesidad de tener que comprarlas y pueden experimentar con transacciones de prueba antes de invertir dinero de su propio bolsillo. Esta experiencia suele ayudar a romper la barrera entre quienes no saben usar criptomonedas o no confían en ellas.
- Conseguir tráfico: los grifos suelen ser sitios web de tráfico alto. Si un sitio web ofrece servicios relacionados al ecosistema cripto un grifo es una manera de atraer tráfico al sitio para que se familiaricen con una marca.
- Ganar dinero: generalmente se acude a modelos basados en mostrar publicidad pagada, enlaces acortados y enlaces de referidos de otros sitios para cubrir costos y generar ganancias.[5]

## Modelo de ingresos
1. Gasto

La instalación de un faucet implica integrar un director de procesador de los pagos. El dueño carga el faucet con algún bitcoin a este director de pagos que es una cartera de criptomonedas. 
1. Ingresos

Los anuncios son la fuente de ingresos principal de los faucet, intentando conseguir tráfico de usuarios por ofrecer bitcoin libre como un incentivo. Algunas redes de anuncio también pagan directamente en bitcoins. Esto significa que las faucet a menudo tienen un margen de beneficio bajo. Algunos grifos también ganan dinero por mineros altcoins en el fondo, utilizando los recursos del CPU del usuario.